# Kościół św. Piotra i św. Pawła w Szczecinie
Kościół św. Piotra i św. Pawła w Szczecinie – niewielki gotycki ceglany kościół salowy w Szczecinie. Kościół ten znajduje się na Europejskim Szlaku Gotyku Ceglanego. Obecnie świątynia parafialna Kościoła Polskokatolickiego.

## Historia i architektura
Pierwszy drewniany jeszcze kościół zbudowany został tu w 1124, gdy do Szczecina z misją chrystianizacyjną przybył Otton z Bambergu. Ów drewniany kościół prawdopodobnie był najstarszą budowlą sakralną w Szczecinie, został jednak spalony podczas najazdu duńskiego w 1189. W latach 1223–1237 na jego miejscu zbudowano nową świątynię z cegły.
W 1268 do parafii Świętych Piotra i Pawła biskup kamieński Hermann von Gleichen włączył okoliczne wsie Grabowo, Golęcino i Niemierzyn.

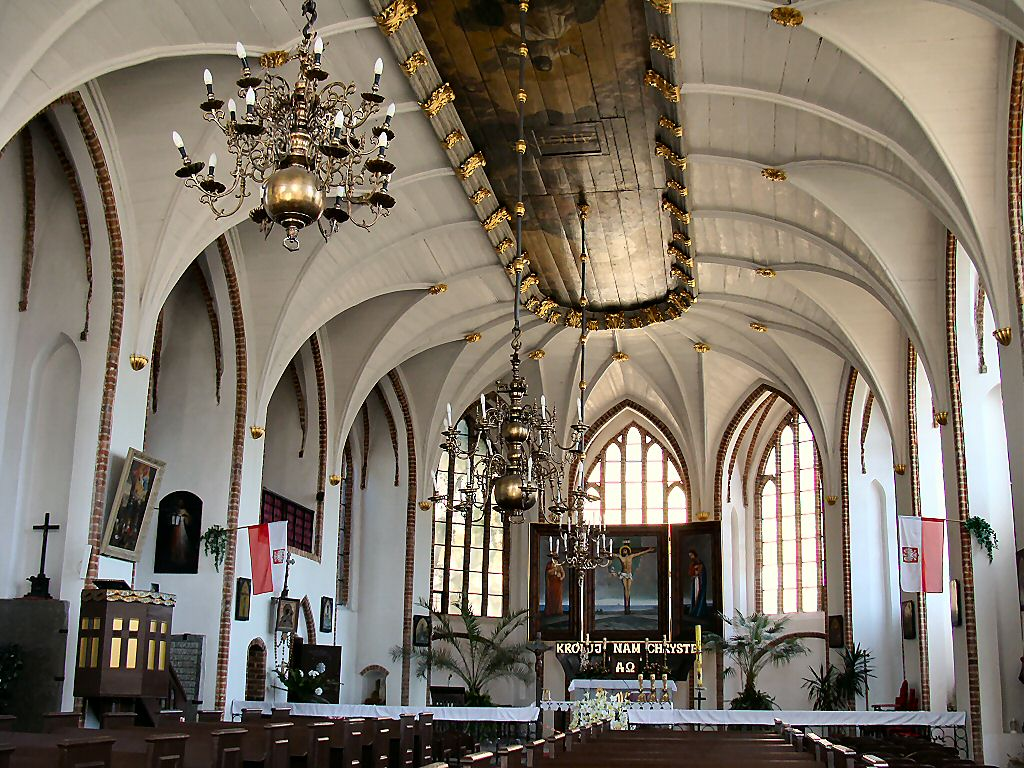
Wnętrze kościoła

W 1425 rozpoczęła się budowa nowego korpusu świątyni w duchu pomorskiej szkoły architektury gotyckiej Heinricha Brunsberga. Na ścianach zewnętrznych umieszczono maszkarony – twarze autentycznych mieszkańców średniowiecznego Szczecina. W 1460 kościół przedłużono ku zachodowi o jedno przęsło, znacznie szersze od pozostałych i zwieńczone wieżą. 
W 1534 zamieniony na świątynię protestancką. W 1556 rozebrano wieżę, przebudowując zachodnią fasadę. W 1602 kościół zwieńczono istniejącą obecnie sygnaturką. 
W czasie ostrzału artyleryjskiego w 1677 został znacznie zniszczony. Odbudowa trwała 24 lata. Odbudowany jako budowla salowa, bez sklepień i filarów dzielących na nawy. W 1702 Hans Kamerling wykonał tzw. pseudosklepienie, czyli drewniany strop ukształtowany na wzór ceglanych sklepień. W 1703 szczeciński malarz Ernst Eichner ozdobił sklepienie olbrzymim malowidłem. W 1817 podczas remontu usunięto wszelkie elementy barokowe. W 1901 dokonano regotyzacji zachodniej fasady świątyni budując neogotycki szczyt ze sterczynami (zob.: [zdjęcie]). 
W 1909 r. w sąsiedztwie kościoła, w miejscu starszego budynku parafialnego powstała nowa, zachowana do dziś kamienica, w której mieściła się parafia.
Od 1946 należy do wyznawców Kościoła Polskokatolickiego jako kościół parafialny. W 1960 dokonano gruntownego remontu świątyni. Do 1978 proboszczem był ks. Zdzisław Zaremba, a następnie (do dzisiaj) jest nim ks. inf. Stanisław Bosy.
W 2009 w podziemiach świątyni natrafiono na stare pochówki, najprawdopodobniej patrycjatu lub członków dynastii Gryfitów. Od czerwca 2009 do lutego 2010 przy kościele działał Suwerenny Zakon Rycerzy Świętej Trójcy, stare pochówki odkryli członkowie Zakonu.
Kościół został wpisany do rejestru zabytków 30 lipca 1955 pod nr A-803.

## Wnętrze

### Skarbona jałmużnicza

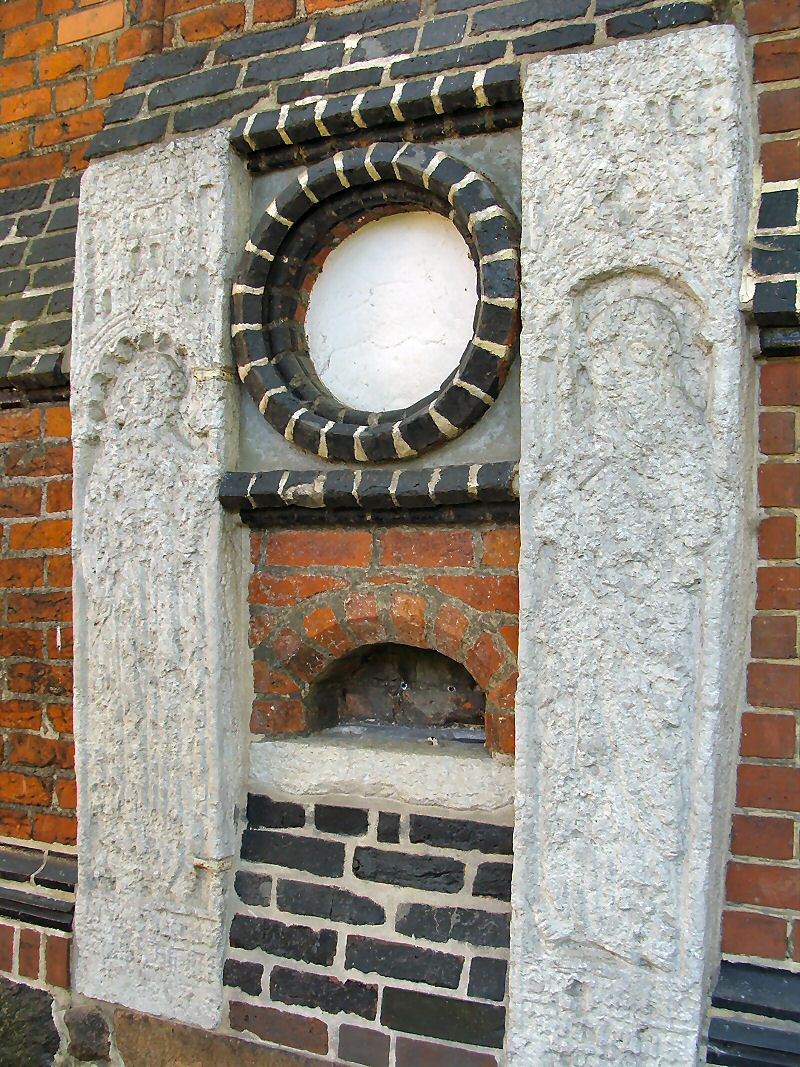
Skarbona

Na północnej, zewnętrznej ścianie kościoła znajduje się nisza jałmużnicza z pierwszej połowy XV w., z otworem wrzutowym dla datków. Po obu stronach niszy wbudowano w ścianę kościoła dwie płyty wapienne z płaskorzeźbami przedstawiającymi patronów kościoła: św. Piotra i św. Pawła. Płyty pochodzą z końca XIV w.

### Plafon
Największą ozdobą kościoła jest ciągnący się przez niemal całą długość świątyni plafon z 1703, dzieło Philippa Ernsta Eichnera. Plafon w kształcie wydłużonego prostokąta, o wymiarach 27 x 3 m, z jednej strony zakończony jest półkoliście. Obramowanie plafonu ozdobiono liśćmi akantu w złotym kolorze.
Malowidło wykonane jest w technice olejnej i składa się z trzech powiązanych ze sobą scen rozdzielonych powtarzającym się słowem „SANCTUS”
– „święty”.
Pierwsza scena (znajdująca się przy wejściu do świątyni) przedstawia artystyczną wizję końca świata. Widzimy tu ludzi przerażonych wydarzeniami, które dzieją się wokoło. Niektórzy z nich z trwogą patrzą w niebo wznosząc ręce ku górze, inni padają ze strachu na ziemię. W pobliżu widać przerażone zwierzęta (m.in. psy, bydło). Z ciemnego nieba spadają błyskawice i rozżarzone węgle.
W scenie środkowej widzimy tronującego Chrystusa, po bokach cztery putta wychylające się z otaczających scenę obłoków. Symbolizują one cztery strony świata nad którymi On panuje.
Poniżej cztery uskrzydlone postacie z głowami lwa, orła, wołu i człowieka. Postacie te zaopatrzone są w koła z mnóstwem oczu. Spod kół wydobywają się wachlarzowato języki płomieni.
Scena stanowi ilustrację wizji zawartej w Księdze Ezechiela.
Scena trzecia przedstawia rzesze ludzi adorujących Baranka na Górze Synaj. Niektórzy z zebranych grają na harfach i śpiewają na Jego chwałę. Podobnie jak i poprzednie, również ta scena jest ilustracją fragmentu Nowego Testamentu (Apokalipsa 14.1-3).
Wszystkie trzy sceny stanowią łącznie spójną wizję zgodną z chrześcijańską eschatologią, na którą składa się koniec ziemskiego świata (scena pierwsza), Sąd Ostateczny (scena druga) oraz szczęście zbawionych (scena trzecia).
| scena I | scena II | scena III |
| scena I | scena II | scena III |

### Konsole
Na zewnątrz kościoła, (a także w zakrystii) zachowały się konsole w kształcie główek średniowiecznych mieszkańców Szczecina różnej płci i wieku. Niegdyś konsole stanowiły podstawy dla eksponowanych na nich rzeźb. Rzeźby te nie zachowały się.
|  |  |  |  |  |  |
|  |  |  |  |  |  |
|  |  |  |  |  |  |